# Müllheim (Baden)
Müllheim település Németországban, azon belül Baden-Württembergben. Lakosainak száma 19 756 fő (2023. december 31.).

## Népesség
A település népessége az elmúlt években az alábbi módon változott:
| Lakosok száma | 12 183 | 18 286 | 18 999 | 19 127 | 19 188 | 19 463 | 19 756 |
|               | 1975   | 2014   | 2017   | 2019   | 2021   | 2022   | 2023   |